# Ykkösliiga
Die Ykkösliiga (finnisch, deutsch etwa „erste Liga“) ist die zweithöchste Spielklasse in der Ligapyramide des finnischen Fußballs der Männer. Unter diesem Namen wird sie seit 2024 als Folge einer im Vorjahr beschlossenen Liga- und Modusreform ausgetragen. Die Spielklasse wird unter Leitung des Verbands Suomen Palloliitto ausgerichtet.

## Geschichte der zweiten Liga
1936 wurde erstmals in Finnland eine offizielle zweite Liga unter dem Namen Suomensarja etabliert, in der in zwei regionalen Staffeln die Aufsteiger zur ersten Liga ermittelt wurden. Zwei Jahre später wurde die Anzahl der Mannschaften von 13 auf 26 und parallel der Staffeln von zwei auf vier verdoppelt. 1939 gab es eine weitere Zersplitterung, ehe kriegsbedingt der Wettbewerb eingestellt wurde. Auch in den folgenden Jahren konnte nur eingeschränkt gespielt werden und die Liga wurde oftmals beendet, bevor alle Spiele ausgetragen wurden.
Ab 1945 fand im finnischen Fußball wieder ein geordneter Spielbetrieb statt, ab 1946 zunächst mit 16 Vereinen in zwei Staffeln im Herbst/Frühjahr-Rhythmus. 1948 stellte man wieder auf das Kalenderjahr um und verdoppelte die Anzahl der Mannschaften. Bis 1950 wurde sukzessive die Anzahl der Klubs auf 20 Mannschaften reduziert. Ab 1958 fand eine erneute Reform statt, die Anzahl der Staffeln wurde auf drei erhöht und in den folgenden Jahren die Anzahl der Mannschaften auf 36 erhöht. Das Prinzip der drei Staffeln wurde bis 1972 fortgeführt, die Anzahl der Mannschaften und der Aufstiegsmodus variierte jedoch: Ab 1969 gab es Entscheidungsspiele um den Aufstieg, da nunmehr der Drittletzte der ersten Liga in der Relegation gegen die drei Staffelsieger antrat und 1970 spielten für eine Spielzeit 40 Mannschaften zweitklassig.
Nach einer Ligareform im Anschluss an die Spielzeit 1972 wurde die zweite Liga zu einer Staffel mit zwölf Mannschaften zusammengefasst. In der Folge stiegen die zwei bestplatzierten Mannschaften auf. 1979 wurde der Aufstiegsmodus geändert: Die besten vier Mannschaften der zweiten und die vier Letztplatzierten der ersten Liga spielten im Ligamodus jeweils einmal gegeneinander um Klassenerhalt bzw. Aufstieg, die acht restlichen Mannschaften der zweiten Liga ermittelten analog die Absteiger. 1984 wurde diese Regelung zurückgenommen und neben dem Meister, der direkt aufstieg, ein Relegationsspiel für den Tabellenzweiten gegen den Vorletzten der ersten Liga eingeführt, ehe man 1993 für eine Spielzeit wieder zu dieser Regelung zurückkehrte, da sowohl Veikkausliiga als auch zweite Liga um zwei Mannschaften aufgestockt wurden.
1996 wurde die zweite Liga in zwei Staffeln mit jeweils zehn Mannschaften gesplittet, ehe 2003 wieder eine eingleisige zweite Liga eingeführt wurde. Dabei wurde der bis 2010 gültige Modus mit Direktaufstieg des Meisters und Relegationsspiel des zweitplatzierten Teams gegen den Tabellenvorletzten der Veikkausliiga eingeführt. In den zwei folgenden Jahren wurde die Zahl der Teams schrittweise reduziert, sodass seit 2012 zehn Mannschaften in drei Runden aufeinandertreffen. 2020 wurde die Liga wieder auf zwölf Mannschaften aufgestockt.
Zur Saison 2024 wurde nach der Neustrukturierung der Ligenname unterhalb der Veikkausliiga von Ykkönen in Ykkösliiga geändert. Gleichzeitig wurde die bis 2023 bestehende Ykkönen zur dritthöchsten Liga. Die darunterliegenden Ligen wurden jeweils eine Stufe nach unten versetzt.

## Modus
In der Ykkösliiga, die innerhalb des Kalenderjahres ausgespielt wird, treten 10 Mannschaften an. Jedes Team tritt in Hin- und Rückspiel zweimal gegen die konkurrierenden Mannschaften an. Nach 18 Spieltagen steigt der Tabellenerste direkt in die erstklassige Veikkausliiga auf, während der Zweitplatzierte über die Play-offs gegen den Elften der Veikkausliiga aufsteigen kann. Der Tabellenletzte steigt in die drittklassige Ykkönen ab.

## Teilnehmer in der Saison 2025
In der Saison 2025 nehmen folgende zwölf Mannschaften an der Ykkösliiga teil:
| Verein                | Stadt     | Stadion                 | Kapazität |
| --------------------- | --------- | ----------------------- | --------- |
| FC Lahti              | Lahti     | Stadion Lahti           | 14.4650   |
| Klubi 04              | Helsinki  | Bolt Arena              | 10.7700   |
| Turku PS              | Turku     | Veritas-Stadion         | 10.3720   |
| Seinäjoen JK Akatemia | Seinäjoki | OmaSP Stadion           | 6.000     |
| Ekenäs IF             | Raseborg  | Ekenäs centrumplan      | 2.500     |
| Salon Palloilijat     | Salo      | Salon urheilupuisto     | 2.500     |
| Käpylän Pallo         | Helsinki  | Brahen kenttä           | 2.000     |
| Järvenpään PS         | Järvenpää | Järvenpään keskuskenttä | 1.500     |
| JIPPO Joensuu         | Joensuu   | Mehtimäki tekonurmi     | 1.470     |
| PK-35 Vantaa          | Vantaa    | Algeco Areena           | 1.200     |

## Alle Zweitligameister seit 1973
| - 1973: Mikkelin Pallo-Kissat - 1974: Myllykosken Pallo -47 - 1975: Gamlakarleby BK - 1976: Kronohagens IF - 1977: Kuopion Pallotoverit - 1978: Ilves Tampere - 1979: Mikkelin Palloilijat - 1980: Rovaniemi PS - 1981: FC Kuusysi - 1982: Rovaniemi PS - 1983: Mikkelin Palloilijat - 1984: Oulun Työväen Palloilijat - 1985: Mikkelin Palloilijat | - 1986: Lahden Reipas - 1987: Oulun Työväen Palloilijat - 1988: FF Jaro - 1989: Kokkolan Palloveikot - 1990: Porin Pallo-Toverit - 1991: Myllykosken Pallo -47 - 1992: Tampereen Pallo-Veikot - 1993: Kuopion PS - 1994: Helsingin Ponnistus - 1995: Inter Turku - 1996: TP-Seinäjoki - 1997: Haka Valkeakoski - 1998: FC Lahti | - 1999: Tampere United - 2000: Kuopion PS - 2001: FC Hämeenlinna - 2002: Turku PS - 2003: Tornion Palloveikot - 2004: Kuopion PS - 2005: FC Honka Espoo - 2006: FC Viikingit - 2007: Kuopion PS - 2008: JJK Jyväskylä - 2009: AC Oulu - 2010: Rovaniemi PS - 2011: FC Lahti | - 2012: Rovaniemi PS - 2013: Seinäjoen JK - 2014: Helsingfors IFK - 2015: PS Kemi Kings - 2016: JJK Jyväskylä - 2017: Turku PS - 2018: Helsingfors IFK - 2019: Haka Valkeakoski - 2020: AC Oulu - 2021: Vaasan PS - 2022: KTP Kotka - 2023: Ekenäs IF - 2024: Kotkan Työväen Palloilijat |

(Von 1996 bis 2002 in Nord- und Südgruppe)